# Vélizy-Villacoublay
Vélizy-Villacoublay är en kommun i departementet Yvelines i regionen Île-de-France i norra Frankrike. Kommunen ligger i kantonen Vélizy-Villacoublay som tillhör arrondissementet Versailles. År 2022 hade Vélizy-Villacoublay 22 481 invånare.
För många datorentusiaster är den kanske mest känd för att vara platsen där Blizzard Entertainment, och deras servrar till det världsomspännande spelet World of Warcraft ligger.

## Utbildning
- Institut des sciences et techniques des Yvelines

## Befolkningsutveckling
Antalet invånare i kommunen Vélizy-Villacoublay
| Referens: INSEE |